# Кычкин, Николай Николаевич (младший)
Никола́й Никола́евич Кы́чкин (известен также как Кычкин Николай Николаевич II; род. 1974, село Черкёх, Алексеевский район, Якутская АССР) — якутский советский шашечный тренер, шашист; Мастер спорта России. Работает в Чурапчинском государственном институте физкультуры и спорта.

## Биография
Родился 13 апреля 1974 года в селе Черкёх, Алексеевского района Якутской АССР.
Окончил Чурапчинское педагогическое училище, пединститут Якутского государственного университета по специальности «преподаватель физической культуры».
Тренировался у своих родителей — Н. Н. Кычкина-I и М. Н. Бырдынныровой.

## Спортивная карьера
- Первенство Сибири и Дальнего Востока, первое место (1987, 1988).
- Чемпион Якутии среди школьников (1989, 1990).
- Всесоюзный турнир с выполнением нормы мастера спорта, четвёртое место (1993).
- Чемпион и неоднократный призёр чемпионатов Республики Саха (Якутия).

## Трудовая деятельность
Тренер ДЮСШ селения Ытык-Кюёль (1991—1992), тренер ЧРССШИ (1992—1997), специалист по компьютерам АО «Рейтинг-плюс», тренер по шашкам Чурапчинского государственного института физкультуры и спорта (2000). Тренер многократной чемпионки России и Европы по шашкам Матрёны Ноговицыной.

## Награды и звания
- Мастер спорта России.
- Отличник образования Республики Саха (Якутия) (2008).
- Стипендиат Благотворительного фонда спортивных программ «Новое поколение».

## Семья
- Отец — Кычкин Николай Николаевич, глава династии тренеров Кычкиных, заслуженный тренер России.
- Мать — Бырдыннырова Мария Никитична, заслуженный тренер России.
- Супруга — Кычкина Ая Ильинична, кандидат педагогических наук, ныне тренер.